# Pop Ya Collar
"Pop Ya Collar" là đĩa đơn đầu tiên trích từ album phòng thu thứ ba của nam ca sĩ Usher, 8701. Đĩa đơn được chính thức phát hành vào ngày 12 tháng 2 năm 2012.
Trong khi chỉ đạt được vị trí 60 trên bảng xếp hạng Billboard Hot 100 của Mỹ, thì "Pop Ya Collar" lại là một thành công lớn ở Anh, khi ca khúc đạt vị trí á quân trên bảng xếp hạng UK Singles Chart.

## Danh sách ca khúc
CD ở Anh
1. "Pop Ya Collar" (Radio Version) 3:34
2. "Pop Ya Collar" (GForce Jazz Step Vocal Mix) 6:16
3. "My Way" (Remix With JD)

## Xếp hạng
| Xếp hạng (2001)                          | Vị trí cao nhất |
| ---------------------------------------- | --------------- |
| Úc (ARIA)                                | 25              |
| Đức (GfK)                                | 30              |
| Hà Lan (Single Top 100)                  | 16              |
| Thụy Điển (Sverigetopplistan)            | 40              |
| Thụy Sĩ (Schweizer Hitparade)            | 36              |
| Anh Quốc (OCC)                           | 2               |
| Hoa Kỳ Billboard Hot 100                 | 60              |
| Hoa Kỳ Hot R&B/Hip-Hop Songs (Billboard) | 25              |